# 纯蓝仙鹟
纯蓝仙鶲（学名：Cyornis unicolor）为鶲科仙鶲属的鸟类。该物种的模式产地在印度。其种加词unicolor意为“单色的”。

## 亚种
- 纯蓝仙鶲海南亚种（学名：Cyornis unicolor diaoluoensis）。在中国大陆，分布于海南等地。该物种的模式产地在海南。[2]
- 纯蓝仙鶲指名亚种（学名：Cyornis unicolor unicolor）。在中国大陆，分布于西藏、云南、广西等地。该物种的模式产地在印度。[3]